# Hubertusinsel
Die Hubertusinsel, auch Große Salzstrominsel, ist eine Insel in der Bode im Stadtgebiet von Thale in Sachsen-Anhalt.

## Lage
Sie befindet sich südwestlich der Stadt am nördlichen Ausgang des Bodetals und wird von zwei Bodearmen umflossen. Der kleinere westliche Bodearm wird als Salzgraben bezeichnet. Sie umfasst etwa 2,8 Hektar und erstreckt sich in Nord-Süd-Richtung über etwa 350 Meter bei einer maximalen Breite von etwa 85 Metern. Nördlich der Insel befand sich die Kleine Salzstrominsel. Auf der Hubertusinsel entspringt die radonhaltige Hubertusquelle.
Im Süden der Insel verbindet von Osten kommend die Hubertusbrücke die Insel mit dem übrigen Stadtgebiet von Thale. In der Verlängerung der Hubertusbrücke nach Westen wird dann auch der Salzgraben überbrückt. Eine Brücke über den Salzgraben nach Westen verbindet die Insel auch mit der Talstation der Bodetal-Seilbahn.

## Geschichte
1836 erwarb der Gutsförster Karl Daude die Insel. Er sorgte dafür, dass die Quelle als Heilquelle genutzt wurde. Er ließ erste feste Gebäude auf der Insel errichten, die dem Bade- und Kurbetrieb dienten. Auf Daude, der sich auch als Jäger betätigte, geht auch der Name Hubertusinsel zurück. Die Insel wurde parkartig gestaltet. 1872 übernahm Marcel von Sieben. Auf der Insel entstand die Villa Diana sowie Gebäude für den Hotel- und Restaurantbetrieb. Der Park wurde erweitert. 1883/84 hielt sich der Schriftsteller Theodor Fontane im Hotel und auf der Insel auf.
Das Hotel und Restaurant wurde 1932 abgerissen, der Kur- und Badebetrieb wurde mit dem Ende des Zweiten Weltkriegs weitgehend, endgültig dann 1986 eingestellt. Die Bebauung wurde entfernt. Anfang der 2000er Jahre wurde die nur noch als Brandruine erhaltene Villa Diana abgerissen. Es entstand ein Spielplatz mit kleineren Fahrattraktionen.
Am 27. Dezember 2013 stürzte bei einem Sturm eine große Eiche auf die die Insel mit der westlich gelegenen Station der Seilbahn verbindende Brücke, wobei diese erheblich beschädigt wurde.
Im Jahr 2015 wurde auf der Insel nach größeren Baumfällungen eine sogenannte Spaßinsel mit Fahrattraktionen vor allem für Kinder eingerichtet.